# Gottlieb Matthias Carl Masch

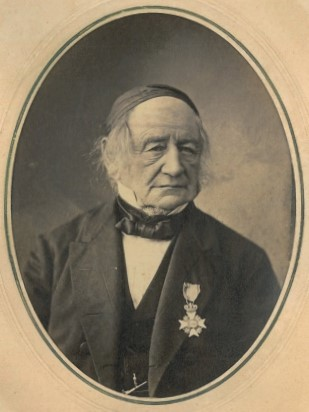
Gottlieb Matthias Carl Masch (um 1875)

Gottlieb Matthias Carl Masch, auch: Carl Masch, Karl Masch, mitunter fälschlich: Gottlieb Matthäus Carl Masch (* 4. August 1794 in Schlagsdorf; † 28. Juni 1878 in Demern) war ein deutscher Theologe, Rektor, Pastor, Heraldiker, Numismatiker und Historiker.

## Leben

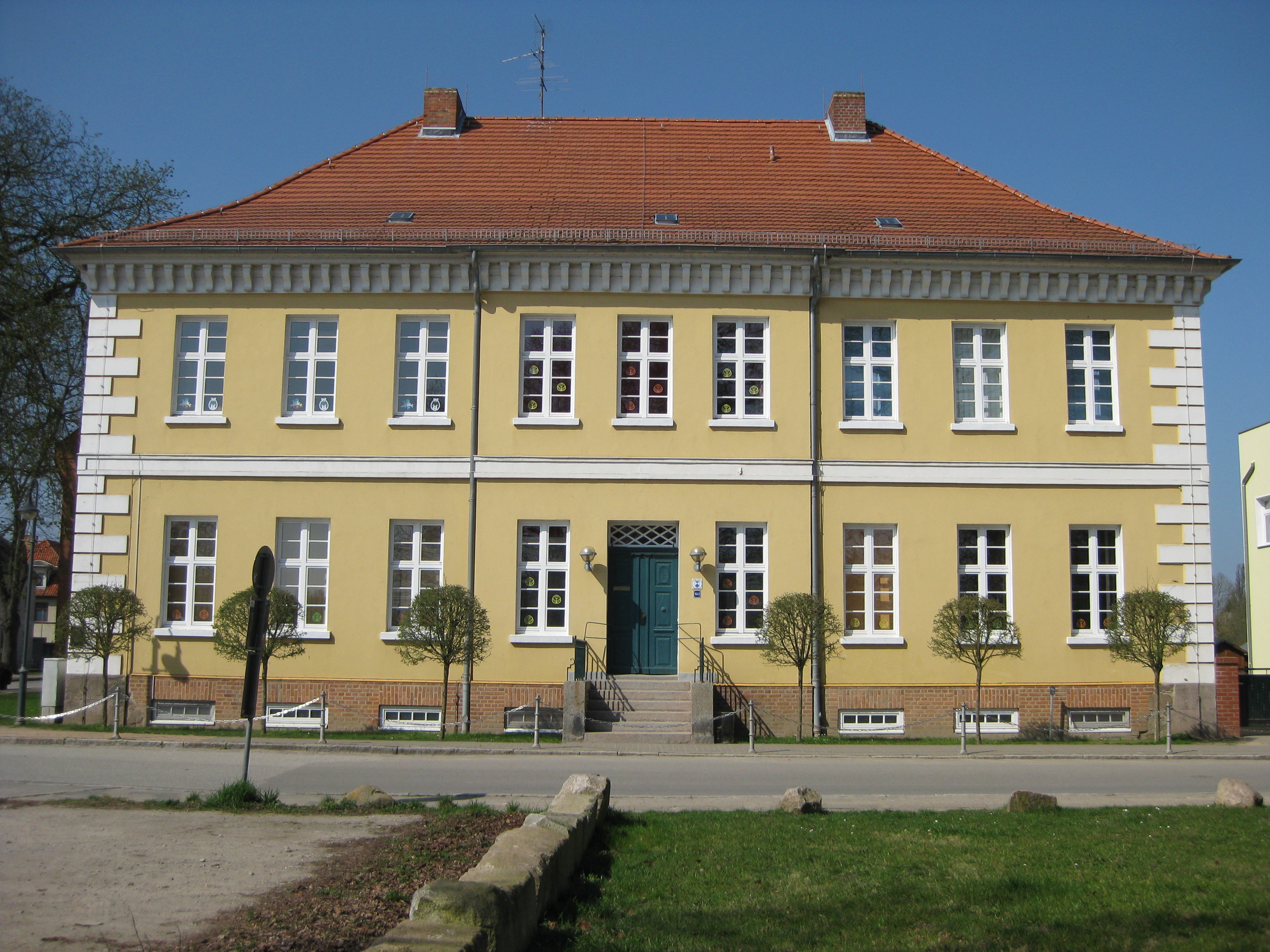
Bürgerschule in Schönberg

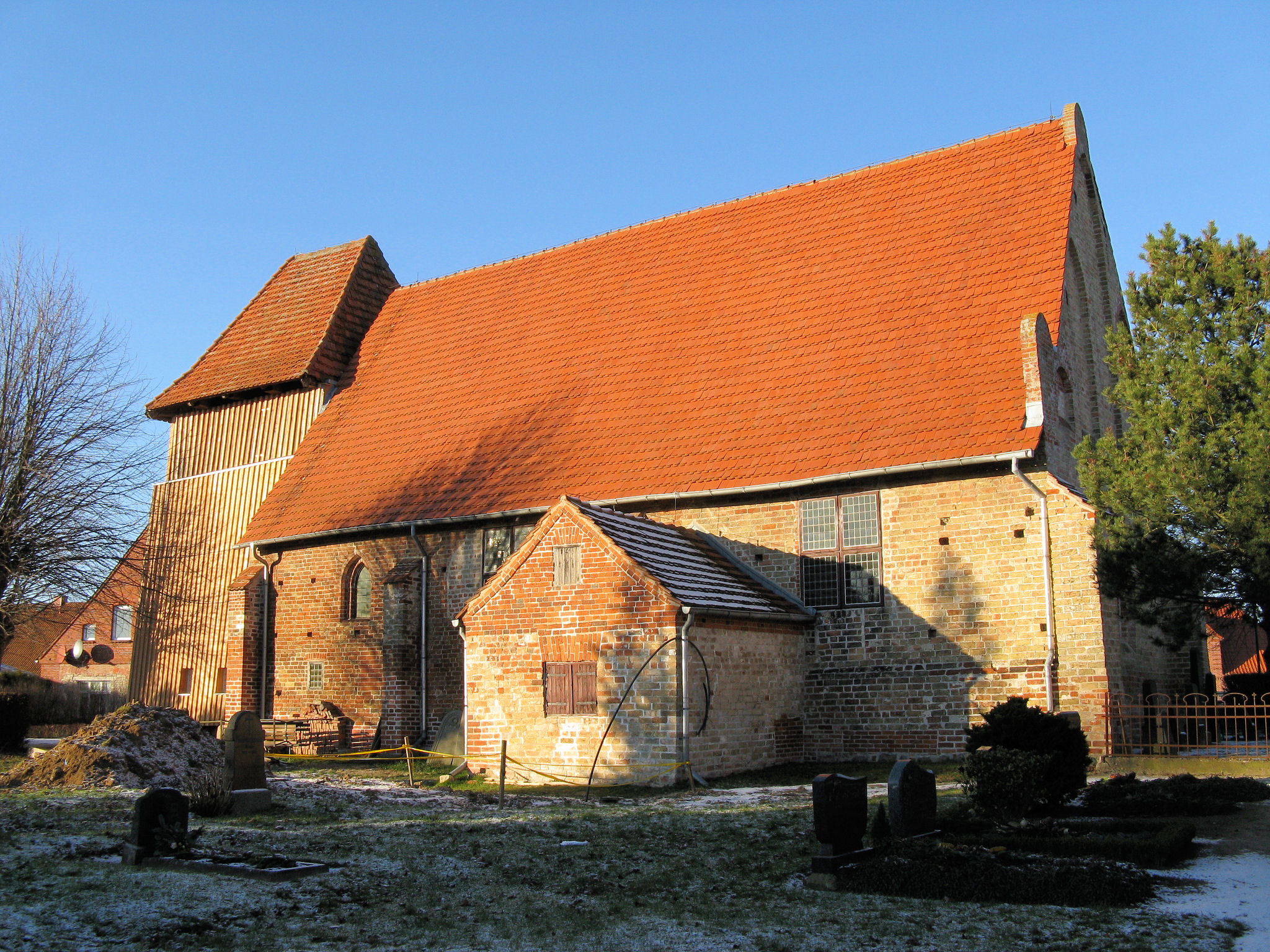
Dorfkirche Demern (2009)

Gottlieb Matthias Carl Masch entstammte einer bedeutenden altmecklenburgischen Pastorenfamilie. Sein Großvater, Andreas Gottlieb Masch (der Ältere, 1724–1807) war Superintendent des Stargardischen Kirchenkreises und passionierter Geschichtsforscher. Sein Vater, Friedrich (Ludwig Christian) Masch (1765–1838), war Pastor in Schlagsdorf, und auch seine Mutter, Frau Sophia Eleonora Henriette, geb. Simonis (1766–1834) eine Pastorentochter.
Masch besuchte bis Ostern 1813 das Katharineum zu Lübeck und studierte anschließend in Kiel und Göttingen Evangelische Theologie. Er wurde Mitglied des Corps Vandalia Göttingen. Später setzte er sein Studium in Kiel fort. Mehrere Jahre war er als Hauslehrer tätig, bevor er 1826 an die neue Bürgerschule in Schönberg (Mecklenburg) kam, wo er 1830 Rektor wurde. Das damals neue Schulgebäude wird heute von der Grundschule am Oberteich genutzt. 1838 wurde er Pastor der Gemeinde der Dorfkirche Demern, wo er bis zu seinem Tode 1878 wirkte. 1848 war er Mitglied der Mecklenburgischen Abgeordnetenversammlung für den Wahlkreis Mecklenburg-Strelitz / Fürstentum Ratzeburg 2 (Demern).
Gottlieb Matthias Carl Masch zählt mit mehr als 150 Publikationen zu den bedeutendsten mecklenburgischen Landeshistorikern des 19. Jahrhunderts. Sein besonderes Interesse galt der Numismatik und Heraldik. Mit 215 Wappenabbildungen zum mecklenburgischen Adel veröffentlichte er 1837 das Mecklenburgische Wappenbuch.
Masch war Mitglied vieler gelehrter Gesellschaften und Vereine. 1874 wurde er Ritter des Hausordens der Wendischen Krone. Eine besondere Ehrung war der Titel Archivrat, der von Mecklenburg-Strelitz nur ein einziges Mal verliehen wurde.
Masch war drei Mal verheiratet und hatte einen Sohn, Carl Friedrich Christian Masch (* 1827), der später Apotheker in (Bad) Sülze wurde.
Als besonderes Kuriosum legte Masch per Testament fest, dass er mitsamt seiner umfangreichen Bibliothek begraben werden wollte. Man hob also sein Grab auf dem Friedhof von Demern sehr viel tiefer als üblich aus und stellte schließlich seinen Sarg in die mit Büchern bereits reichlich gefüllte Grube.

## Schriften
- Einleitung in die Genealogien der Fürstenhäuser Europa’s und Beschreibung ihrer Wappen. F. Asschenfeldt, Lübeck 1824.
- Geschichte des Bisthums Ratzeburg. F. Asschenfeldt, Lübeck 1835 (Digitalisat).
- Mecklenburgisches Wappenbuch. Lithographien von Johann Gottfried Tiedemann. Lithographische Anstalt, Rostock 1837–1839 (Digitalisat).
- Geschichte und Urkunden der Familie von Kardorff. Stiller in Comm., Schwerin 1850 (Digitalisat).
- Die Grossherzogliche Alterthümer- und Münzsammlung in Neustrelitz. Leitfaden für den Besucher derselben. [S.l.] 1842
- Gesetze, Verordnungen und Verfügungen, welche für das Fürstenthum Ratzeburg erlassen sind. L. Bicker, Schönberg 1851 (Digitalisat).